# Las Cuevas, San Luis Potosí
Las Cuevas är en ort i Mexiko.   Den ligger i kommunen Axtla de Terrazas och delstaten San Luis Potosí, i den sydöstra delen av landet, 220 km norr om huvudstaden Mexico City. Las Cuevas ligger 150 meter över havet och antalet invånare är 766.
Terrängen runt Las Cuevas är huvudsakligen kuperad, men norrut är den platt. Runt Las Cuevas är det tätbefolkat, med 427 invånare per kvadratkilometer. Närmaste större samhälle är Tamazunchale, 14,5 km sydost om Las Cuevas. I omgivningarna runt Las Cuevas växer huvudsakligen savannskog.